# Turnul de veghe
Turnul de veghe (în engleză The Watchtower) este o revistă publicată lunar de organizația religioasă Martorii lui Iehova. Este publicată din anul 1879.